# Ruellia capitata
Ruellia capitata är en akantusväxtart som beskrevs av Carlos Toledo Rizzini. Ruellia capitata ingår i släktet Ruellia och familjen akantusväxter. Inga underarter finns listade i Catalogue of Life.